# جون كولينز (لاعب كرة سلة)
جون كولينز (1940 - ) (بالإنجليزية: Jon Collins)‏ هو لاعب كرة سلة أمريكي في مركز مدافع مسدد الهدف.